# 大東市立四条小学校
大東市立四条小学校（だいとうしりつ しじょうしょうがっこう）は、大阪府大東市野崎にある公立小学校。

## 沿革
- 2011年（平成23年）4月1日 - 旧・大東市立四条小学校と大東市立四条南小学校が統合して開校。四条南小学校の校地を使用。

## 通学区域
- 野崎1～4丁目、寺川1～5丁目、中垣内1～6丁目、大字龍間、大字中垣内、大字寺川、大字野崎[1]

※卒業後は基本的に大東市立四条中学校に進学する。